# کونکن
کونکن (به آلمانی: Konken) یک شهر در آلمان است که در Lauterecken-Wolfstein واقع شده‌است. کونکن ۷۶۹ نفر جمعیت دارد.